# Julie Martin (télévision)
Pour les articles homonymes, voir Julie Martin et Martin.
Julie Martin est une scénariste et productrice de télévision américaine.

## Filmographie
- 1992 - 1994 : La Loi de Los Angeles
- 1994 - 1999 : Homicide
- 1996 : The Prosecutors (coécrit avec Tom Fontana et Lynda La Plante
- 2002 : Pilote de Baseball Wives (avec Tom Fontana)
- 2004 : The Jury
- 2006 : The Bedford Diaries (avec Tom Fontana)
- 2006 - 2007 : New York, section criminelle
- 2009 : Kings
- 2009 : David Tudor Bandoneón! (A Combine)
- 2009 : New York, police judiciaire

## Récompenses et distinctions
Pour la série Homicide elle gagne le Humanitas Prize et a est sélectionnée pour le Writers Guild of America Award[réf. nécessaire].
Pour New York, police judiciaire elle est sélectionnée pour le Prix Edgar-Allan-Poe.